# Jackson (Kentucky)
Pour les articles homonymes, voir Jackson.
La ville de Jackson est le siège du comté de Breathitt, dans l'État du Kentucky, aux États-Unis. Elle comptait 2 231 habitants lors du recensement de 2010.

## Source
- (en) Cet article est partiellement ou en totalité issu de l’article de Wikipédia en anglais intitulé « Jackson, Kentucky » (voir la liste des auteurs).